# (8040) Utsumikazuhiko
(8040) Utsumikazuhiko (1993 SY3) – planetoida z pasa głównego asteroid okrążająca Słońce w ciągu 4,07 lat w średniej odległości 2,55 au. Odkryta 16 września 1993 roku.